# 김명균
김명균은 대한민국의 영화 연출감독이다.

## 영화
- 1995년 영화 《손톱》 ... 조연출
- 2006년 영화 《원탁의 천사》 ... 공동각색 & 단역 - 수학선생 역
- 2007년 영화 《상사부일체》 ... 공동각색
- 2010년 영화 《꿈은 이루어진다》 ... 제작지원협조
- 2014년 영화 《백프로》 ... 각색&감독
- 2024년 영화 《장인과 사위》 ... 공동각본
- 2024년 영화 《하우치》 ... 각색&감독